# St. Joseph (Attenhausen)

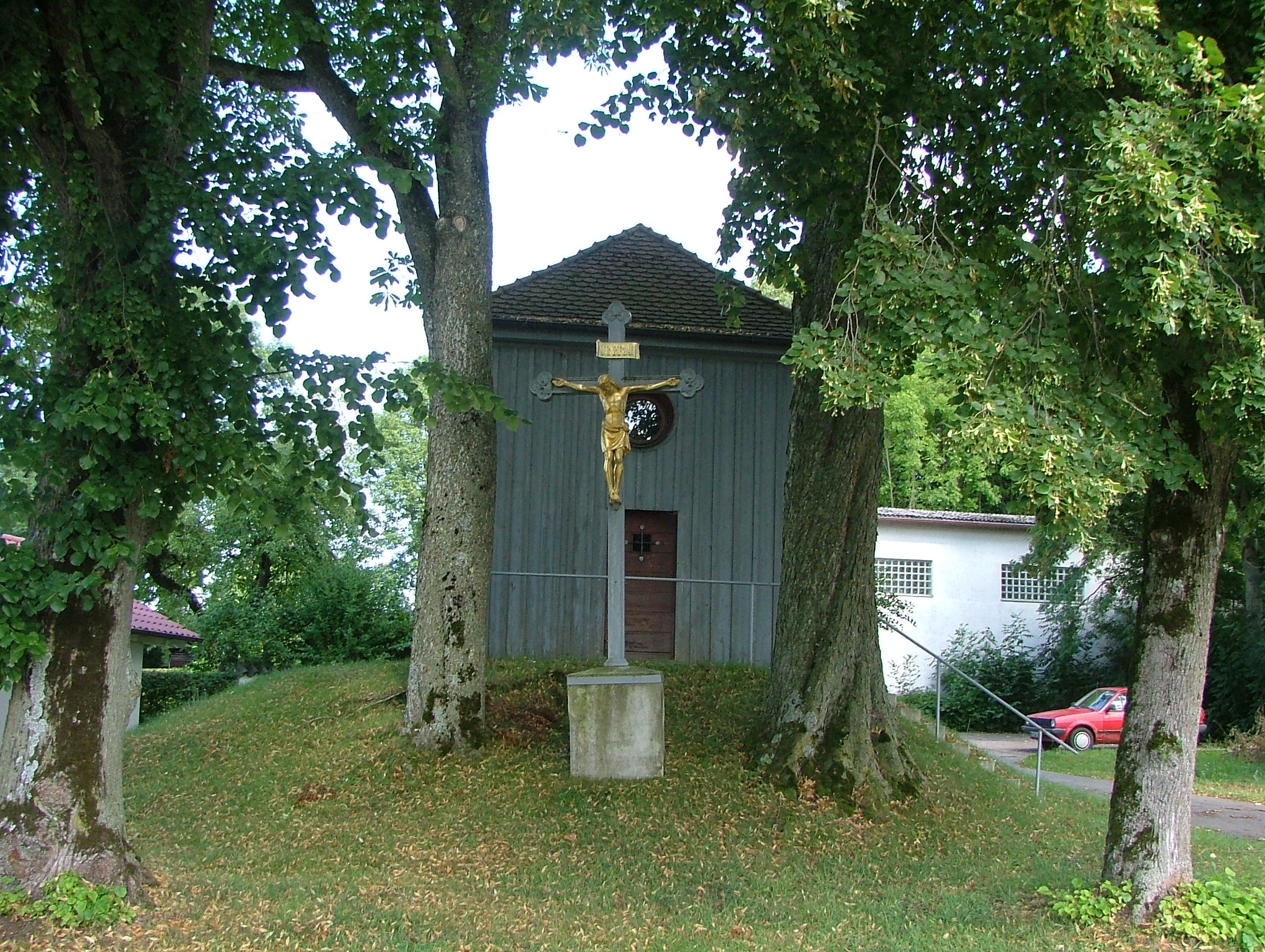
St. Joseph in Attenhausen

Die römisch-katholische Kapelle St. Joseph befindet sich in Attenhausen, einem Gemeindeteil der Gemeinde Sontheim im Landkreis Unterallgäu in Bayern. Die Kirche steht unter Denkmalschutz. Die Kapelle ist ein Holzbau und wurde 1677 durch Georg Rösch aus Tirol gestiftet. Der Bau besteht aus zwei Fensterachsen und hat im Chor einen 3/8-Schluss.

## Ausstattung
Der Altar der Kapelle ist ein neubarocker Aufbau. Das Altarbild zeigt die Hl. Familie, wurde um 1700 geschaffen und ist stark übermalt. Das Antependium zeigt die Anbetung des Herzens Jesu durch die armen Seelen. In der Kapelle sind mehrere Gemälde angebracht, die allesamt um 1720/1730 geschaffen wurden und aus der Ottobeurer Werkstatt stammen. Diese zeigen die hll. Benedikt, Scholastika, Johannes den Täufer, sowie Antonius von Padua. Aus der ersten Hälfte des 19. Jahrhunderts stammen die 29 Votivbilder in der Kapelle. Zwei gefasste Holzfiguren zeigen den hl. Joseph aus der Mitte des 18. Jahrhunderts und den hl. Johannes Evangelista von 1740.